# Übereinkommen über Menschenrechte und Biomedizin
Das Übereinkommen über Menschenrechte und Biomedizin des Europarates ist ein völkerrechtlicher Vertrag, der am 4. April 1997 in Oviedo zur Unterzeichnung aufgelegt wurde und am 1. Dezember 1999 in Kraft trat. Das Übereinkommen wird auch als Bioethikkonvention, Biomedizinkonvention oder als Oviedo-Konvention bezeichnet.

## Ziel und Geltungsbereich
Das Ziel der Biomedizinkonvention ist es, dass bei der Anwendung von Biologie und Medizin die Würde und die Identität aller menschlichen Lebewesen geschützt wird. Die Biomedizinkonvention soll im Bereich der Biomedizin einen Mindeststandard zum Schutz der Menschenwürde und Menschenrechte in Europa sicherstellen. Sie konkretisiert und entwickelt die Europäische Menschenrechtskonvention (EMRK) für den Bereich der Biologie und der Medizin weiter.
Ihr Geltungsbereich erstreckt sich auf die Humanmedizin unter Einschluss der Transplantationsmedizin (inkl. Xenotransplantation), auf gentechnologische Verfahren im Humanbereich und auf die Fortpflanzungsmedizin beim Menschen. Sie umfasst präventive, diagnostische oder therapeutische Maßnahmen und die Forschung am Menschen.

## Unterzeichnung und Ratifizierung

### Allgemein
Am 4. April 1997 wurde in Oviedo die Biomedizinkonvention zur Unterzeichnung aufgelegt. Sie trat am 1. Dezember 1999 nach der Ratifikation durch 5 Vertragsparteien in Kraft. Von den 47 Mitgliedstaaten des Europarates haben bisher 34 Staaten die Biomedizinkonvention unterzeichnet und 29 Staaten haben sie zusätzlich ratifiziert.

### Deutschsprachige Staaten
Die Schweiz unterzeichnete am 7. Mai 1999 die Biomedizinkonvention. Der Bundesrat beantragte am 12. September 2001 dem Schweizerischen Parlament die Ratifikation zu genehmigen. Die Genehmigung wurde mehr als sechs Jahre später am 20. März 2008 beschlossen. Nach Ablauf der unbenützten Referendumsfrist ratifizierte die Schweiz am 24. Juli 2008 die Biomedizinkonvention.
Deutschland, Liechtenstein und Österreich haben bisher weder unterzeichnet, noch ratifiziert.

## Zusatzprotokolle
Die Biomedizinkonvention ist ein Rahmenübereinkommen, das als solches die wichtigsten Grundsätze enthält. Darauf gestützte Zusatzprotokolle sollen ergänzende und detailliertere Regelungen enthalten. Die Biomedizinkonvention ist somit ein völkerrechtliches Vertragswerk, das laufend erweitert werden kann. Berechtigt zur Unterzeichnung oder zur Ratifikation eines Zusatzprotokolls sind nur Vertragsparteien, die bereits die Biomedizinkonvention unterzeichnet oder ratifiziert haben.
Bisher liegen vier Zusatzprotokolle zur Unterzeichnung und Ratifizierung auf:
- Zusatzprotokoll vom 12. Januar 1998 zum Übereinkommen zum Schutz der Menschenrechte und der Menschenwürde im Hinblick auf die Anwendung von Biologie und Medizin über das Verbot des Klonens von menschlichen Lebewesen (SEV-Nr. 168). Es trat am 1. März 2001 in Kraft. Bisher haben 32 Mitgliedstaaten des Europarates das Zusatzprotokoll unterzeichnet, und 21 haben es zusätzlich ratifiziert.[3]
- Zusatzprotokoll vom 24. Januar 2002 zum Übereinkommen über Menschenrechte und Biomedizin bezüglich der Transplantation von menschlichen Organen und Gewebe (SEV-Nr. 186). Es trat am 1. Mai 2006 in Kraft. Bisher haben 21 Mitgliedstaaten des Europarates das Zusatzprotokoll unterzeichnet, und 12 haben es zusätzlich ratifiziert.[4]
- Zusatzprotokoll vom 25. Januar 2005 zum Übereinkommen über Menschenrechte und Biomedizin betreffend biomedizinische Forschung (SEV-Nr. 195). Es trat am 1. September 2007 in Kraft. Bisher haben 22 Mitgliedstaaten des Europarates das Zusatzprotokoll unterzeichnet, und 7 Mitgliedstaaten haben es zusätzlich ratifiziert.[5]
- Zusatzprotokoll vom 27. November 2008 zur Konvention über Menschenrechte und Biomedizin betreffend der Gentests zu gesundheitlichen Zwecken (SEV-Nr. 203). Bisher haben 6 Mitgliedstaaten des Europarates das Zusatzprotokoll unterzeichnet, jedoch erst 2 davon haben es ratifiziert (Stand 12. August 2009). Das Protokoll tritt erst nach 5 Ratifizierungen (umfassend 4 Staatenmitglieder) in Kraft.[6]